# Сиши
Сиши́ (кит. упр. 西市, пиньинь Xīshì) — район городского подчинения городского округа Инкоу провинции Ляонин (КНР). Название района в переводе означает «Западный город».

## История
Административное деление Инкоу менялось много раз. После того, как в конце 1948 года в ходе гражданской войны город был взят войсками коммунистов, было отменено старое административное деление, и город был разбит на «зоны общественной безопасности». В 1950 году город был опять разбит на районы, которые получили не названия, а порядковые номера. В 1956 году районы с номерами с 1-го по 4-й были ликвидированы, а вместо них были образованы 9 уличных комитетов; вместо района № 5 был образован Пригородный район. В 1957 году были образованы районы Чжаньцянь, Синьхуа и Сиши, которым стали подчиняться 9 созданных годом ранее уличных комитетов.

## Административное деление
Район Сиши делится на 8 уличных комитетов.

## Соседние административные единицы
Район Сиши на севере и западе выходит к Бохайскому заливу Жёлтого моря, на востоке граничит с районом Чжаньцянь, на юге граничит с районом Лаобянь.